# Röggelchen

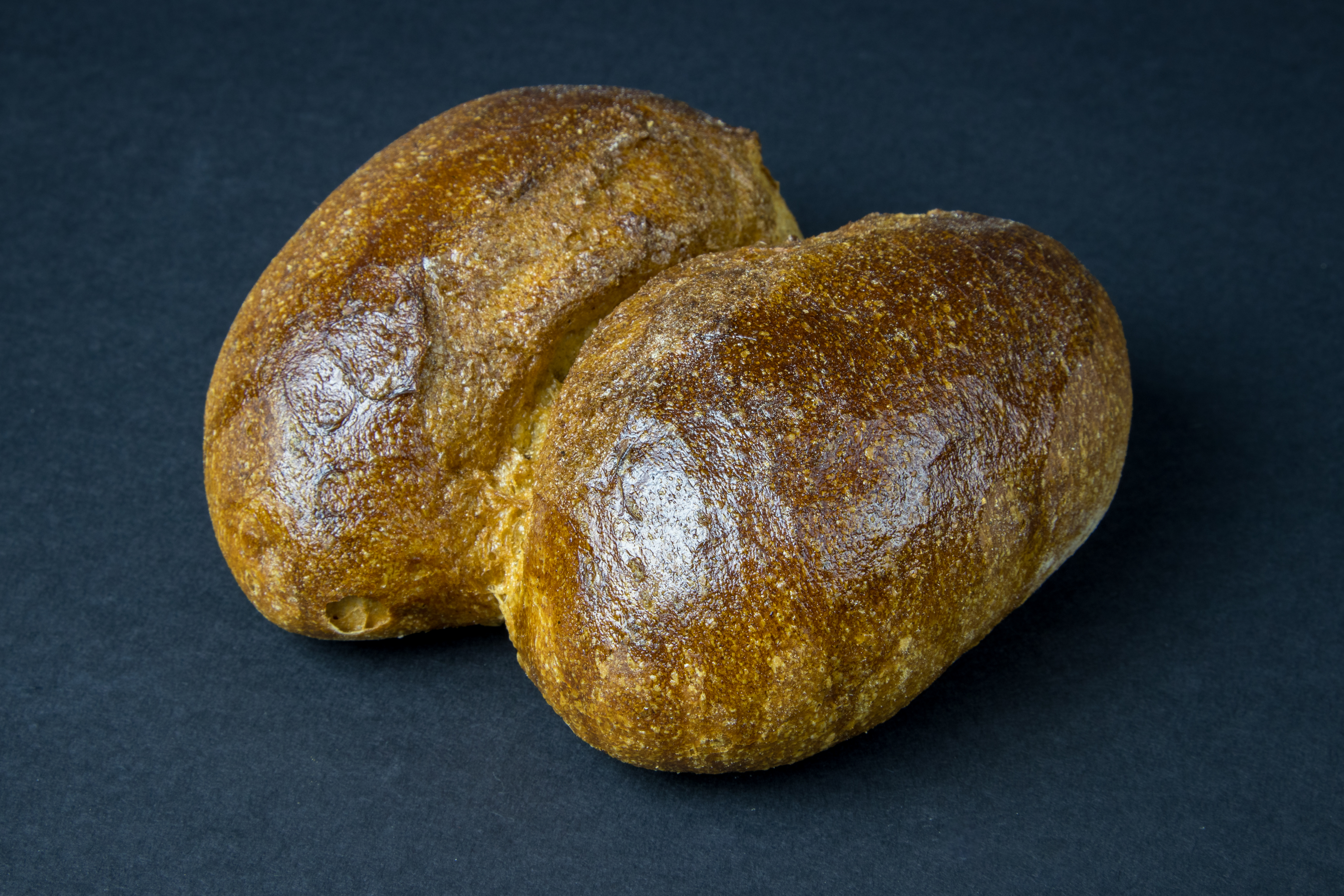
Röggelchen

Das Röggelchen (von Roggen) ist ein Kleingebäck in Form eines Doppelbrötchens, das aus zwei Teigstücken zusammengesetzt wird. Röggelchen sind im Rheinland und im Osten Belgiens eine verbreitete Spezialität. In Köln ist die Bezeichnung seit dem 15. Jahrhundert belegt. Für regionale Varianten gibt es unterschiedliche Bezeichnungen, z. B. Schößchen am Mittelrhein um Koblenz oder Zwillingsbrötchen.
Röggelchen bestehen aus einem Brötchenteig, dem Roggenmehl oder Sauerteig zugegeben wird. Als Roggenbrötchen deklariert, muss der Roggenanteil des Mehls mindestens 50 % betragen. Sie werden unzerteilt, also paarweise, zum Kauf angeboten. Das rustikale Brötchen wird kräftig ausgebacken, wodurch die Bräunung sehr dunkel ausfällt.
Häufig wird das Röggelchen zu einem Glas Altbier oder einem Glas Kölsch verzehrt und gehört zur typischen Imbissauswahl im Brauhaus, vor allem in der Zubereitung als Halver Hahn mit Käse und Würzzutaten.